# The Movement (literatura)
The Movement (em português "O Movimento") foi um termo cunhado pelo editor do jornal The Spectator, J. D. Scott, em 1954 para designar o grupo de escritores que incluíam Philip Larkin, Kingsley Amis, Donald Davie, D.J. Enright, John Wain, Elizabeth Jennings, Thom Gunn e Robert Conquest. O Movimento foi em suma parte Inglês, não tendo poetas de outras partes do Reino Unido envolvidos. 

## Descrição
Apesar de ser considerado um grupo literário, os membros viam a si mesmos mais como um movimento literário, onde cada escritor compartilhava uma proposta em comum. Para esses poetas, poesia de qualidade significava ser simples, tradicional e ao mesmo tempo sensível, e estruturalmente convencional e dignificada.[carece de fontes?]
A importância do The Movement incluí sua visão de mundo, que circundava a queda do Império Britânico e a drástica redução do poder e da influência sobre a geopolítica mundial do Reino Unido. O objetivo do grupo era provar a importância da poesia inglesa tradicional, sobre as inovações americanas da poesia modernista. Contudo, os membros do The Movement não eram antimodernistas, mas sim opositores da literatura moderna, o que era refletido na Inglesidade de suas poesias.
O The Movement provocou a divisão da poesia britânica em diferentes formas. Os seus poemas eram nostálgicos de uma Inglaterra antiga e preenchida com imagens idílicas da forma de vida decadente nas vilas, no que a população Inglesa migrava do campo para a favelização na zona urbana.

## Coleções antológicas
O The Movement produziu duas antologias, Poets of the 1950s (Poetas dos anos 50, editado por D. J. Enright, publicado no Japão em 1955) e New Lines (Novas Linhas, editado por Robert Conquest em 1956). Conquest, que editou a antologia New Lines, descreveu a conexão entre os poetas como "pouco mais do que uma determinação negativa para evitar maus princípios" Esses "maus princípios" são comumente descritos como "excesso", ambos em termos de tema e dispositivos estilísticos. Poetas incluídos na antologia New Lines são Enright, Conquest, Kingsley Amis, Donald Davia, Thom Gunn, John Holloway, Elizabeth Jennings, Philip Larkin e John Wain. 
A introdução polêmica do New Lines mirava particularmente os poetas dos anos 40 e especialmente o legado literário de Dylan Thomas, que os poetas do The Movement acreditavam incorporar "tudo que eles detestavam: obscuridade verbal, pretensões metafísicas, e rapsódias românticas."
Em 1963, uma sequência para a antologia original New Lines, intitulada New Lines 2, foi publicada. Ela incluía muito dos autores da antologia original, mas também novos nomes da poesia, como Thomas Blackburn, Edwin Brock, Hilary Corke, John Fuller, Ted Hughes, Edward Lucie-Smith, Antonhy Thwaite e Hugo Williams.  

## Declínio
O movimento "Angry Young Men" (em português "Jovens raivosos" ou "Jovens irritados") ocorreu em 1956 durante a era de declínio do The Movement. David Lodge atribuiu o declínio do The Movement à publicação da antologia New Lines. Após esses eventos, o The Movement se tornou menos exclusivo. Membros não eram mais requeridos a provar sua obra, pois já eram aceitos como membros do mundo literário. 
O The Movement foi sucedido nos anos 60 pelo "The Group", cujos membros incluiam Philip Hobsbaum, Alan Brownjohn, Adrian Mitchell, Peter Porter, Edward Lucie-Smith, George MacBeth, a escola de Crítica de Ian Hamilton e Childrens of Albion (Filhos de Albion) antologia de Michael Horovitz. O The Group era similar ao The Movement; eles compartilhavam os mesmos pensamentos sobre a forma e a seriedade da poesia moderna.